# Harry Martinson
Harry Edmund Martinson (Jämshög, Suècia, 1904 - Estocolm, 1978) fou un poeta suec guardonat amb el Premi Nobel de Literatura l'any 1974.

## Biografia
Va néixer el 6 de maig del 1904 a la ciutat de Jämshög, població situada al comtat de Blekinge. Als sis anys, morí el seu pare i poc temps després la seva mare va abandonar-lo, a ell i als seus quatre germans. Fou lliurat a la parròquia que es va fer càrrec d'ell i posteriorment adoptat per diferents famílies de camperols, per als quals va treballar durament i pels quals va ser maltractat en la majoria dels casos. Als 16 anys, s'allistà en un vaixell i passà sis anys navegant, i s'establí definitivament a Suècia el 1927 després d'haver contret tuberculosi.
El 1929, es casà amb la famosa novel·lista sueca, especialitzada en temes proletaris, Moa Martinson, 14 anys més gran que ell.
Quan el 1939 esclata la guerra russofinlandesa, prengué partit pel país nòrdic envaït i, en companyia del seu amic Eyvind Johnson -amb el qual, trenta-cinc anys més tard, compartirà el Premi Nobel de Literatura- engega una campanya per aconseguir voluntaris suecs que lluitin al costat dels finlandesos. El 1949, fou escollit membre de l'Acadèmia Sueca, i n'ocupà el seient número 15, i es convertí en el primer escriptor proletari que ocupà un seient a l'Acadèmia.
Després d'intentar suïcidar-se per les crítiques rebudes en la recta final de la seva vida literària, Martinson aconseguí llevar-se la vida mitjançant unes tisores l'11 de febrer del 1978 a Estocolm.

## Obra literària
El 1929, publicà el seu primer llibre Spökskepp (Vaixell fantasma), un llibre en el qual abunden els poemes sobre el mar, influenciat per The Seven Seas (Els set mars, 1896) de Rudyard Kipling i els treballs de Dan Anderson. El 1930, publica 5 unga (Cinc joves) i un any més tard Nomad (Nòmada), obra amb la qual es consagra com a poeta.
El 1935, surt a llum la seva obra autobiogràfica Nässlorna blomma (Les ortigues floreixen), en la qual descriu, de forma poètica, la desgraciada infància del seu àlter ego Martin, ple de solitud, tristesa, desil·lusió, treball i pobresa. Posteriorment, publica Vägen ut (El camí de la llibertat), continuació del treball anterior i en el qual narra les seves vivències al mar. El 1937, escriu Losten fran Moluckas (El pilot de les Moluques), una peça per al teatre radiofònic que tracta sobre la primera volta al món de Juan Sebastián Elcano, versió dirigida per un dels directors més importants del teatre suec del moment, Alf Sjöberg.
Entre 1942 i 1945, en plena Segona Guerra Mundial, escriu els llibres Passad (Vents alisis, publicat el 1945), llibre de poemes dedicat la seva segona esposa, i Vägen till Klockrike (El camí de Klockrike, publicat el 1948), que presenta la Suècia dels rodamons que va conèixer en la dècada del 1920 i 1930, llibre que el feu molt popular al seu país.
El 1953, publicà Cikada (Cigala), influenciada pel baix estat d'ànim de l'autor després de l'esclat de la primera bomba atòmica a la ciutat japonesa d'Hiroshima. En aquest llibre, hi ha un cicle de poemes que seran l'origen de la seva gran epopeia lírica Aniara (1956), que aborda sense esperances la carrera armamentística i el vertiginós desenvolupament tècnic. Aquest poema està compost per un cicle de 103 poemes sobre el viatge d'una nau espacial gegantesca amb 8.000 humans a bord, que escapen d'una Terra destruïda per una explosió nuclear i que queda eternament perduda en l'espai.
En les dues col·leccions de poemes, Grässen i Thule (Les herbes de Tul, 1958) i Vagnen (El cotxe, 1960), abunden els poemes sobre la natura i el malestar creixent de l'autor sobre el potencial destructiu de la tecnologia i en què mostra nombrosos consells sobre l'art de viure. Després de la publicació d'aquest últim llibre, Martinson deixà d'escriure durant 10 anys.
Durant la dècada del 1960, s'estrenà la seva peça teatral Tre knivar fran Wei (Tres ganivets de Wei) al Teatre Real Dramàtic d'Estocolm, sota la direcció d'Ingmar Bergman, una obra desenvolupada en una presó per a dones nobles, situada a la frontera de la Xina. El 1971, publicà Dikter om ljus och mörker (Poemes sobre llum i foscor), i dos anys després Tuvor (Matolls), una col·lecció de poemes sobre la natura, especialment sobre els avets, l'arbre favorit de Martinson.
Els seus últims anys van estar marcats per les crítiques de les joves generacions esquerranes. Els atacs d'Olof Lagercrantz, Sven Delblanc i Karl Vennberg van provocar una gran depressió en l'escriptor, que va haver de ser hospitalitzat. El 1974, fou guardonat amb el Premi Nobel de Literatura per una obra poètica capaç d'abastar des d'una gota de rosada fins a tot l'univers, premi que compartí amb Eyvind Johnson i que també fou polèmic, tenint en compte altres escriptors considerats per al guardó com Graham Greene, Saul Bellow i Vladimir Nabokov.

### Obra seleccionada
| - 1929: Spökskepp - 1930: 5 unga - 1931: Nomad - 1932: Resor utan mål - 1932: Kap Farväl - 1935: Nässlorna blomma - 1936: Vägen ut - 1937: Svärmare och harkrank - 1937: Losten fran Moluckas - 1938: Midsommardalen - 1939: Det enkla och det svåra | - 1940: Verklighet till döds - 1941: Den förlorade jaguaren - 1945: Passad - 1948: Vägen till Klockrike - 1953: Cikada - 1956: Aniara - 1958: Grässen i Thule - 1960: Vagnen - 1971: Dikter om ljus och mörker - 1973: Tuvor |